# 13e étape du Tour d'Espagne 2024
Pour un article plus général, voir Tour d'Espagne 2024.
La 13e étape du Tour d'Espagne 2024 se déroule le vendredi 30 août 2024 entre Lugo et le Puerto de Ancares en Galice, sur une distance de 171 km.

## Parcours
Au départ de Lugo, les coureurs grimpent en première partie d'étape un col de 3e catégorie suivi d'un col de 2e catégorie. Après un milieu d'étape moins montagneux entrant en Castille-et-León et traversant la commune de Villafranca del Bierzo où sera donné le départ de l'étape suivante. La route s'élève davantage pour les 40 derniers kilomètres avec la montée du Puerto de Lumeras, un col de 2e catégorie qui sert de prologue à l'ascension finale vers le col de 1re catégorie du Puerto de Ancares (commune de Navia de Suarna) longue de 7,7 km pour une pente moyenne à 9 % avec des passages à 15 %, une pente moyenne finale à 12 % dans les 5 derniers kilomètres et une arrivée jugée à l'altitude de 1 670 m aux confins de la Galice et la Castille-et-León.

## Déroulement de la course
Un groupe de 23 coureurs constitue l'échappée du jour qui va compter plus d'un quart d'heure d'avance sur le peloton. À l’approche du final, l’échappée explose. Dès le pied de la dernière ascension, les champions de Suisse Mauro Schmid (Jayco AlUla) et du Canada Michael Woods (Israel Premier Tech) accélèrent et font la course en tête. À 4,5 km de l'arrivée, Woods part seul et remporte la victoire. Dans le groupe maillot rouge, Ben O'Connor perd presque deux minutes sur Primož Roglič mais conserve sa tunique de leader.

## Résultats

### Classement de l'étape
| \| Classement de l'étape \| Classement de l'étape \| Classement de l'étape \| Classement de l'étape \| Classement de l'étape \| \| Coureur \| Coureur \| Pays \| Équipe \| Temps \| \| --------------------- \| --------------------- \| --------------------- \| -------------------------- \| --------------------- \| \| 1er \| Michael Woods \| Canada \| Israel-Premier Tech \| 4 h 19 min 51 s \| \| 2e \| Mauro Schmid \| Suisse \| Team Jayco AlUla \| + 45 s \| \| 3e \| Marc Soler \| Espagne \| UAE Team Emirates \| + 1 min 11 s \| \| 4e \| Sam Oomen \| Pays-Bas \| Lidl-Trek \| + 1 min 25 s \| \| 5e \| Wout van Aert \| Belgique \| Team Visma \\| Lease a Bike \| + 2 min 56 s \| \| 6e \| Gijs Leemreize \| Pays-Bas \| Team dsm-firmenich PostNL \| + 3 min 33 s \| \| 7e \| José Félix Parra \| Espagne \| Equipo Kern Pharma \| + 5 min 19 s \| \| 8e \| Mikel Bizkarra \| Espagne \| Euskaltel-Euskadi \| + 5 min 38 s \| \| 9e \| Luca Vergallito \| Italie \| Alpecin-Deceuninck \| + 5 min 59 s \| \| 10e \| Mathis Le Berre \| France \| Arkéa-B&B Hotels \| + 6 min 15 s \| |                  |          |                            |                 |
| |                  |          |                            |                 |
| Source : ProCyclingStats |                  |          |                            |                 |
| Classement de l'étape |                  |          |                            |                 |
| Coureur | Coureur          | Pays     | Équipe                     | Temps           |
| 1er | Michael Woods    | Canada   | Israel-Premier Tech        | 4 h 19 min 51 s |
| 2e | Mauro Schmid     | Suisse   | Team Jayco AlUla           | + 45 s          |
| 3e | Marc Soler       | Espagne  | UAE Team Emirates          | + 1 min 11 s    |
| 4e | Sam Oomen        | Pays-Bas | Lidl-Trek                  | + 1 min 25 s    |
| 5e | Wout van Aert    | Belgique | Team Visma \| Lease a Bike | + 2 min 56 s    |
| 6e | Gijs Leemreize   | Pays-Bas | Team dsm-firmenich PostNL  | + 3 min 33 s    |
| 7e | José Félix Parra | Espagne  | Equipo Kern Pharma         | + 5 min 19 s    |
| 8e | Mikel Bizkarra   | Espagne  | Euskaltel-Euskadi          | + 5 min 38 s    |
| 9e | Luca Vergallito  | Italie   | Alpecin-Deceuninck         | + 5 min 59 s    |
| 10e | Mathis Le Berre  | France   | Arkéa-B&B Hotels           | + 6 min 15 s    |

### Points attribués pour le classement par points
| Sprint intermédiaire Sésamo (km 147) | Sprint intermédiaire Sésamo (km 147) | Sprint intermédiaire Sésamo (km 147) | Sprint intermédiaire Sésamo (km 147) | Sprint intermédiaire Sésamo (km 147) |
| ------------------------------------ | ------------------------------------ | ------------------------------------ | ------------------------------------ | ------------------------------------ |
|                                      | Coureur                              | Pays                                 | Équipe                               | Point(s)                             |
| 1er                                  | Wout van Aert                        | Belgique                             | Team Visma - Lease a Bike            | 20                                   |
| 2e                                   | Kasper Asgreen                       | Danemark                             | Soudal Quick-Step                    | 17                                   |
| 3e                                   | Michael Woods                        | Canada                               | Israel-Premier Tech                  | 15                                   |
| 4e                                   | Sam Oomen                            | Pays-Bas                             | Lidl-Trek                            | 13                                   |
| 5e                                   | Gijs Leemreize                       | Pays-Bas                             | Team dsm-firmenich PostNL            | 10                                   |
| modifier                             |                                      |                                      |                                      |                                      |

| Arrivée d'étape Puerto de Ancares (km 176) | Arrivée d'étape Puerto de Ancares (km 176) | Arrivée d'étape Puerto de Ancares (km 176) | Arrivée d'étape Puerto de Ancares (km 176) | Arrivée d'étape Puerto de Ancares (km 176) |
| ------------------------------------------ | ------------------------------------------ | ------------------------------------------ | ------------------------------------------ | ------------------------------------------ |
|                                            | Coureur                                    | Pays                                       | Équipe                                     | Point(s)                                   |
| 1er                                        | Michael Woods                              | Canada                                     | Israel-Premier Tech                        | 20                                         |
| 2e                                         | Mauro Schmid                               | Suisse                                     | Team Jayco AlUla                           | 17                                         |
| 3e                                         | Marc Soler                                 | Espagne                                    | UAE Team Emirates                          | 15                                         |
| 4e                                         | Sam Oomen                                  | Pays-Bas                                   | Lidl-Trek                                  | 13                                         |
| 5e                                         | Wout van Aert                              | Belgique                                   | Team Visma - Lease a Bike                  | 11                                         |
| 6e                                         | Gijs Leemreize                             | Pays-Bas                                   | Team dsm-firmenich PostNL                  | 10                                         |
| 7e                                         | José Félix Parra                           | Espagne                                    | Equipo Kern Pharma                         | 9                                          |
| 8e                                         | Mikel Bizkarra                             | Espagne                                    | Euskaltel-Euskadi                          | 8                                          |
| 9e                                         | Luca Vergallito                            | Italie                                     | Alpecin-Deceuninck                         | 7                                          |
| 10e                                        | Mathis Le Berre                            | France                                     | Arkéa-B&B Hotels                           | 6                                          |
| 11e                                        | Simon Guglielmi                            | France                                     | Arkéa-B&B Hotels                           | 5                                          |
| 12e                                        | Jay Vine                                   | Australie                                  | UAE Team Emirates                          | 4                                          |
| 13e                                        | Sylvain Moniquet                           | Belgique                                   | Lotto Dstny                                | 3                                          |
| 14e                                        | Brandon McNulty                            | États-Unis                                 | UAE Team Emirates                          | 2                                          |
| 15e                                        | Dylan Teuns                                | Belgique                                   | Israel-Premier Tech                        | 1                                          |
| modifier                                   |                                            |                                            |                                            |                                            |

| Coureur             | Pays     | Équipe                    | Points     |
| ------------------- | -------- | ------------------------- | ---------- |
| Julius van den Berg | Pays-Bas | Team dsm-firmenich PostNL | - 4 points |

### Points attribués pour le classement du meilleur grimpeur
| Alto Campo de Arbre (km 33,9) 3e catégorie (5 km à 5,8%) | Alto Campo de Arbre (km 33,9) 3e catégorie (5 km à 5,8%) | Alto Campo de Arbre (km 33,9) 3e catégorie (5 km à 5,8%) | Alto Campo de Arbre (km 33,9) 3e catégorie (5 km à 5,8%) | Alto Campo de Arbre (km 33,9) 3e catégorie (5 km à 5,8%) |
| -------------------------------------------------------- | -------------------------------------------------------- | -------------------------------------------------------- | -------------------------------------------------------- | -------------------------------------------------------- |
|                                                          | Coureur                                                  | Pays                                                     | Équipe                                                   | Point(s)                                                 |
| 1er                                                      | Wout van Aert                                            | Belgique                                                 | Team Visma - Lease a Bike                                | 3                                                        |
| 2e                                                       | Jay Vine                                                 | Australie                                                | UAE Team Emirates                                        | 2                                                        |
| 3e                                                       | Sylvain Moniquet                                         | Belgique                                                 | Lotto Dstny                                              | 1                                                        |
| modifier                                                 |                                                          |                                                          |                                                          |                                                          |

| Alto O Portelo (km 75,2) 2e catégorie (7,7 km à 5,4%) | Alto O Portelo (km 75,2) 2e catégorie (7,7 km à 5,4%) | Alto O Portelo (km 75,2) 2e catégorie (7,7 km à 5,4%) | Alto O Portelo (km 75,2) 2e catégorie (7,7 km à 5,4%) | Alto O Portelo (km 75,2) 2e catégorie (7,7 km à 5,4%) |
| ----------------------------------------------------- | ----------------------------------------------------- | ----------------------------------------------------- | ----------------------------------------------------- | ----------------------------------------------------- |
|                                                       | Coureur                                               | Pays                                                  | Équipe                                                | Point(s)                                              |
| 1er                                                   | Wout van Aert                                         | Belgique                                              | Team Visma - Lease a Bike                             | 5                                                     |
| 2e                                                    | Marc Soler                                            | Espagne                                               | UAE Team Emirates                                     | 3                                                     |
| 3e                                                    | Jay Vine                                              | Australie                                             | UAE Team Emirates                                     | 1                                                     |
| modifier                                              |                                                       |                                                       |                                                       |                                                       |

| Puerto de Lumeras (km 155,6) 2e catégorie (6,6 km à 6%) | Puerto de Lumeras (km 155,6) 2e catégorie (6,6 km à 6%) | Puerto de Lumeras (km 155,6) 2e catégorie (6,6 km à 6%) | Puerto de Lumeras (km 155,6) 2e catégorie (6,6 km à 6%) | Puerto de Lumeras (km 155,6) 2e catégorie (6,6 km à 6%) |
| ------------------------------------------------------- | ------------------------------------------------------- | ------------------------------------------------------- | ------------------------------------------------------- | ------------------------------------------------------- |
|                                                         | Coureur                                                 | Pays                                                    | Équipe                                                  | Point(s)                                                |
| 1er                                                     | Wout van Aert                                           | Belgique                                                | Team Visma - Lease a Bike                               | 5                                                       |
| 2e                                                      | Jay Vine                                                | Australie                                               | UAE Team Emirates                                       | 3                                                       |
| 3e                                                      | Michael Woods                                           | Canada                                                  | Israel-Premier Tech                                     | 1                                                       |
| modifier                                                |                                                         |                                                         |                                                         |                                                         |

| Puerto de Ancares (km 175,6) 1re catégorie (7,5 km à 9,3%) | Puerto de Ancares (km 175,6) 1re catégorie (7,5 km à 9,3%) | Puerto de Ancares (km 175,6) 1re catégorie (7,5 km à 9,3%) | Puerto de Ancares (km 175,6) 1re catégorie (7,5 km à 9,3%) | Puerto de Ancares (km 175,6) 1re catégorie (7,5 km à 9,3%) |
| ---------------------------------------------------------- | ---------------------------------------------------------- | ---------------------------------------------------------- | ---------------------------------------------------------- | ---------------------------------------------------------- |
|                                                            | Coureur                                                    | Pays                                                       | Équipe                                                     | Point(s)                                                   |
| 1er                                                        | Michael Woods                                              | Canada                                                     | Israel-Premier Tech                                        | 10                                                         |
| 2e                                                         | Mauro Schmid                                               | Suisse                                                     | Team Jayco AlUla                                           | 6                                                          |
| 3e                                                         | Marc Soler                                                 | Espagne                                                    | UAE Team Emirates                                          | 4                                                          |
| 4e                                                         | Sam Oomen                                                  | Pays-Bas                                                   | Lidl-Trek                                                  | 2                                                          |
| 5e                                                         | Wout van Aert                                              | Belgique                                                   | Team Visma - Lease a Bike                                  | 1                                                          |
| modifier                                                   |                                                            |                                                            |                                                            |                                                            |

| Coureur             | Pays     | Équipe                    | Points     |
| ------------------- | -------- | ------------------------- | ---------- |
| Julius van den Berg | Pays-Bas | Team dsm-firmenich PostNL | - 2 points |

### Bonifications et pénalités en temps
|   | Coureur       | Pays      | Équipe                    | Secondes |
| - | ------------- | --------- | ------------------------- | -------- |
| 1 | Wout van Aert | Belgique  | Team Visma - Lease a Bike | 6 s      |
| 2 | Jay Vine      | Australie | UAE Team Emirates         | 4 s      |
| 3 | Michael Woods | Canada    | Israel-Premier Tech       | 2 s      |

|   | Coureur       | Pays    | Équipe              | Secondes |
| - | ------------- | ------- | ------------------- | -------- |
| 1 | Michael Woods | Canada  | Israel-Premier Tech | 10 s     |
| 2 | Mauro Schmid  | Suisse  | Team Jayco AlUla    | 6 s      |
| 3 | Marc Soler    | Espagne | UAE Team Emirates   | 4 s      |

| Coureur             | Pays     | Équipe                    | Secondes |
| ------------------- | -------- | ------------------------- | -------- |
| Julius van den Berg | Pays-Bas | Team dsm-firmenich PostNL | - 10 s   |

### Prix de la combativité
- Wout van Aert  (Team Visma - Lease a Bike)

## Classements à l'issue de l'étape

### Classement général
| \| Classement général \| Classement général \| Classement général \| Classement général \| Classement général \| \| Coureur \| Coureur \| Pays \| Équipe \| Temps \| \| ------------------ \| ------------------ \| ------------------ \| -------------------------- \| ------------------ \| \| 1er \| Ben O'Connor \| Australie \| Decathlon-AG2R La Mondiale \| 52 h 10 min 15 s \| \| 2e \| Primož Roglič \| Slovénie \| Red Bull-Bora-Hansgrohe \| + 1 min 21 s \| \| 3e \| Enric Mas \| Espagne \| Movistar Team \| + 3 min 01 s \| \| 4e \| Richard Carapaz \| Équateur \| EF Education-EasyPost \| + 3 min 13 s \| \| 5e \| Mikel Landa \| Espagne \| Soudal Quick-Step \| + 3 min 20 s \| \| 6e \| Carlos Rodríguez \| Espagne \| Ineos Grenadiers \| + 4 min 12 s \| \| 7e \| Florian Lipowitz \| Allemagne \| Red Bull-Bora-Hansgrohe \| + 4 min 29 s \| \| 8e \| Felix Gall \| Autriche \| Decathlon-AG2R La Mondiale \| + 4 min 42 s \| \| 9e \| David Gaudu \| France \| Groupama-FDJ \| + 4 min 44 s \| \| 10e \| Adam Yates \| Royaume-Uni \| UAE Team Emirates \| + 5 min 17 s \| |                  |             |                            |                  |
| |                  |             |                            |                  |
| Source : ProCyclingStats |                  |             |                            |                  |
| Classement général |                  |             |                            |                  |
| Coureur | Coureur          | Pays        | Équipe                     | Temps            |
| 1er | Ben O'Connor     | Australie   | Decathlon-AG2R La Mondiale | 52 h 10 min 15 s |
| 2e | Primož Roglič    | Slovénie    | Red Bull-Bora-Hansgrohe    | + 1 min 21 s     |
| 3e | Enric Mas        | Espagne     | Movistar Team              | + 3 min 01 s     |
| 4e | Richard Carapaz  | Équateur    | EF Education-EasyPost      | + 3 min 13 s     |
| 5e | Mikel Landa      | Espagne     | Soudal Quick-Step          | + 3 min 20 s     |
| 6e | Carlos Rodríguez | Espagne     | Ineos Grenadiers           | + 4 min 12 s     |
| 7e | Florian Lipowitz | Allemagne   | Red Bull-Bora-Hansgrohe    | + 4 min 29 s     |
| 8e | Felix Gall       | Autriche    | Decathlon-AG2R La Mondiale | + 4 min 42 s     |
| 9e | David Gaudu      | France      | Groupama-FDJ               | + 4 min 44 s     |
| 10e | Adam Yates       | Royaume-Uni | UAE Team Emirates          | + 5 min 17 s     |

| Classement par points | Classement par points | Classement par points | Classement par points      | Classement par points |
| Coureur               | Coureur               | Pays                  | Équipe                     | Points                |
| --------------------- | --------------------- | --------------------- | -------------------------- | --------------------- |
| 1er                   | Wout van Aert         | Belgique              | Team Visma \| Lease a Bike | 274 pts               |
| 2e                    | Kaden Groves          | Australie             | Alpecin-Deceuninck         | 162 pts               |
| 3e                    | Pavel Bittner         | Tchéquie              | Team dsm-firmenich PostNL  | 81 pts                |
| 4e                    | Harold Tejada         | Colombie              | Astana Qazaqstan Team      | 80 pts                |
| 5e                    | Pablo Castrillo       | Espagne               | Equipo Kern Pharma         | 73 pts                |
| 6e                    | Ben O'Connor          | Australie             | Decathlon-AG2R La Mondiale | 68 pts                |
| 7e                    | Primož Roglič         | Slovénie              | Red Bull-Bora-Hansgrohe    | 66 pts                |
| 8e                    | Marc Soler            | Espagne               | UAE Team Emirates          | 62 pts                |
| 9e                    | Stefan Küng           | Suisse                | Groupama-FDJ               | 59 pts                |
| 10e                   | Mauro Schmid          | Suisse                | Team Jayco AlUla           | 58 pts                |

| Classement par points | Classement par points | Classement par points | Classement par points      | Classement par points |
| Coureur               | Coureur               | Pays                  | Équipe                     | Points                |
| --------------------- | --------------------- | --------------------- | -------------------------- | --------------------- |
| 1er                   | Wout van Aert         | Belgique              | Team Visma \| Lease a Bike | 274 pts               |
| 2e                    | Kaden Groves          | Australie             | Alpecin-Deceuninck         | 162 pts               |
| 3e                    | Pavel Bittner         | Tchéquie              | Team dsm-firmenich PostNL  | 81 pts                |
| 4e                    | Harold Tejada         | Colombie              | Astana Qazaqstan Team      | 80 pts                |
| 5e                    | Pablo Castrillo       | Espagne               | Equipo Kern Pharma         | 73 pts                |
| 6e                    | Ben O'Connor          | Australie             | Decathlon-AG2R La Mondiale | 68 pts                |
| 7e                    | Primož Roglič         | Slovénie              | Red Bull-Bora-Hansgrohe    | 66 pts                |
| 8e                    | Marc Soler            | Espagne               | UAE Team Emirates          | 62 pts                |
| 9e                    | Stefan Küng           | Suisse                | Groupama-FDJ               | 59 pts                |
| 10e                   | Mauro Schmid          | Suisse                | Team Jayco AlUla           | 58 pts                |

| Classement de la montagne | Classement de la montagne | Classement de la montagne | Classement de la montagne  | Classement de la montagne |
| Coureur                   | Coureur                   | Pays                      | Équipe                     | Points                    |
| ------------------------- | ------------------------- | ------------------------- | -------------------------- | ------------------------- |
| 1er                       | Wout van Aert             | Belgique                  | Team Visma \| Lease a Bike | 36 pts                    |
| 2e                        | Marc Soler                | Espagne                   | UAE Team Emirates          | 23 pts                    |
| 3e                        | Jay Vine                  | Australie                 | UAE Team Emirates          | 23 pts                    |
| 4e                        | Adam Yates                | Royaume-Uni               | UAE Team Emirates          | 22 pts                    |
| 5e                        | Primož Roglič             | Slovénie                  | Red Bull-Bora-Hansgrohe    | 18 pts                    |
| 6e                        | David Gaudu               | France                    | Groupama-FDJ               | 18 pts                    |
| 7e                        | Sylvain Moniquet          | Belgique                  | Lotto Dstny                | 17 pts                    |
| 8e                        | Marco Frigo               | Italie                    | Israel-Premier Tech        | 14 pts                    |
| 9e                        | Pablo Castrillo           | Espagne                   | Equipo Kern Pharma         | 13 pts                    |
| 10e                       | Mauro Schmid              | Suisse                    | Team Jayco AlUla           | 13 pts                    |

| Classement de la montagne | Classement de la montagne | Classement de la montagne | Classement de la montagne  | Classement de la montagne |
| Coureur                   | Coureur                   | Pays                      | Équipe                     | Points                    |
| ------------------------- | ------------------------- | ------------------------- | -------------------------- | ------------------------- |
| 1er                       | Wout van Aert             | Belgique                  | Team Visma \| Lease a Bike | 36 pts                    |
| 2e                        | Marc Soler                | Espagne                   | UAE Team Emirates          | 23 pts                    |
| 3e                        | Jay Vine                  | Australie                 | UAE Team Emirates          | 23 pts                    |
| 4e                        | Adam Yates                | Royaume-Uni               | UAE Team Emirates          | 22 pts                    |
| 5e                        | Primož Roglič             | Slovénie                  | Red Bull-Bora-Hansgrohe    | 18 pts                    |
| 6e                        | David Gaudu               | France                    | Groupama-FDJ               | 18 pts                    |
| 7e                        | Sylvain Moniquet          | Belgique                  | Lotto Dstny                | 17 pts                    |
| 8e                        | Marco Frigo               | Italie                    | Israel-Premier Tech        | 14 pts                    |
| 9e                        | Pablo Castrillo           | Espagne                   | Equipo Kern Pharma         | 13 pts                    |
| 10e                       | Mauro Schmid              | Suisse                    | Team Jayco AlUla           | 13 pts                    |

| Classement du meilleur jeune | Classement du meilleur jeune | Classement du meilleur jeune | Classement du meilleur jeune | Classement du meilleur jeune |
| Coureur                      | Coureur                      | Pays                         | Équipe                       | Temps                        |
| ---------------------------- | ---------------------------- | ---------------------------- | ---------------------------- | ---------------------------- |
| 1er                          | Carlos Rodríguez             | Espagne                      | Ineos Grenadiers             | 52 h 14 min 27 s             |
| 2e                           | Florian Lipowitz             | Allemagne                    | Red Bull-Bora-Hansgrohe      | + 17 s                       |
| 3e                           | Mattias Skjelmose            | Danemark                     | Lidl-Trek                    | + 1 min 12 s                 |
| 4e                           | Matthew Riccitello           | États-Unis                   | Israel-Premier Tech          | + 36 min 04 s                |
| 5e                           | Isaac Del Toro               | Mexique                      | UAE Team Emirates            | + 47 min 48 s                |
| 6e                           | Mauri Vansevenant            | Belgique                     | Soudal Quick-Step            | + 52 min 28 s                |
| 7e                           | Max Poole                    | Royaume-Uni                  | Team dsm-firmenich PostNL    | + 55 min 03 s                |
| 8e                           | Cian Uijtdebroeks            | Belgique                     | Team Visma \| Lease a Bike   | + 1 h 02 min 31 s            |
| 9e                           | Giovanni Aleotti             | Italie                       | Red Bull-Bora-Hansgrohe      | + 1 h 03 min 50 s            |
| 10e                          | Valentin Paret-Peintre       | France                       | Decathlon-AG2R La Mondiale   | + 1 h 10 min 39 s            |

| Classement du meilleur jeune | Classement du meilleur jeune | Classement du meilleur jeune | Classement du meilleur jeune | Classement du meilleur jeune |
| Coureur                      | Coureur                      | Pays                         | Équipe                       | Temps                        |
| ---------------------------- | ---------------------------- | ---------------------------- | ---------------------------- | ---------------------------- |
| 1er                          | Carlos Rodríguez             | Espagne                      | Ineos Grenadiers             | 52 h 14 min 27 s             |
| 2e                           | Florian Lipowitz             | Allemagne                    | Red Bull-Bora-Hansgrohe      | + 17 s                       |
| 3e                           | Mattias Skjelmose            | Danemark                     | Lidl-Trek                    | + 1 min 12 s                 |
| 4e                           | Matthew Riccitello           | États-Unis                   | Israel-Premier Tech          | + 36 min 04 s                |
| 5e                           | Isaac Del Toro               | Mexique                      | UAE Team Emirates            | + 47 min 48 s                |
| 6e                           | Mauri Vansevenant            | Belgique                     | Soudal Quick-Step            | + 52 min 28 s                |
| 7e                           | Max Poole                    | Royaume-Uni                  | Team dsm-firmenich PostNL    | + 55 min 03 s                |
| 8e                           | Cian Uijtdebroeks            | Belgique                     | Team Visma \| Lease a Bike   | + 1 h 02 min 31 s            |
| 9e                           | Giovanni Aleotti             | Italie                       | Red Bull-Bora-Hansgrohe      | + 1 h 03 min 50 s            |
| 10e                          | Valentin Paret-Peintre       | France                       | Decathlon-AG2R La Mondiale   | + 1 h 10 min 39 s            |

| Classement par équipes | Classement par équipes     | Classement par équipes | Classement par équipes |
| Équipe                 | Équipe                     | Pays                   | Temps                  |
| ---------------------- | -------------------------- | ---------------------- | ---------------------- |
| 1re                    | UAE Team Emirates          | Émirats arabes unis    | 156 h 09 min 13 s      |
| 2e                     | Red Bull-Bora-Hansgrohe    | Allemagne              | + 38 min 29 s          |
| 3e                     | Decathlon-AG2R La Mondiale | France                 | + 48 min 39 s          |
| 4e                     | Team Visma \| Lease a Bike | Pays-Bas               | + 1 h 03 min 11 s      |
| 5e                     | Israel-Premier Tech        | Israël                 | + 1 h 03 min 32 s      |
| 6e                     | Lidl-Trek                  | États-Unis             | + 1 h 13 min 25 s      |
| 7e                     | Ineos Grenadiers           | Royaume-Uni            | + 1 h 14 min 04 s      |
| 8e                     | Groupama-FDJ               | France                 | + 1 h 14 min 24 s      |
| 9e                     | Soudal Quick-Step          | Belgique               | + 1 h 19 min 39 s      |
| 10e                    | Equipo Kern Pharma         | Espagne                | + 1 h 49 min 07 s      |

| Classement par équipes | Classement par équipes     | Classement par équipes | Classement par équipes |
| Équipe                 | Équipe                     | Pays                   | Temps                  |
| ---------------------- | -------------------------- | ---------------------- | ---------------------- |
| 1re                    | UAE Team Emirates          | Émirats arabes unis    | 156 h 09 min 13 s      |
| 2e                     | Red Bull-Bora-Hansgrohe    | Allemagne              | + 38 min 29 s          |
| 3e                     | Decathlon-AG2R La Mondiale | France                 | + 48 min 39 s          |
| 4e                     | Team Visma \| Lease a Bike | Pays-Bas               | + 1 h 03 min 11 s      |
| 5e                     | Israel-Premier Tech        | Israël                 | + 1 h 03 min 32 s      |
| 6e                     | Lidl-Trek                  | États-Unis             | + 1 h 13 min 25 s      |
| 7e                     | Ineos Grenadiers           | Royaume-Uni            | + 1 h 14 min 04 s      |
| 8e                     | Groupama-FDJ               | France                 | + 1 h 14 min 24 s      |
| 9e                     | Soudal Quick-Step          | Belgique               | + 1 h 19 min 39 s      |
| 10e                    | Equipo Kern Pharma         | Espagne                | + 1 h 49 min 07 s      |

### Sanctions au classement UCI
|  |

| Coureur             | Pays     | Équipe                    | Points      |
| ------------------- | -------- | ------------------------- | ----------- |
| Julius van den Berg | Pays-Bas | Team dsm-firmenich PostNL | - 15 points |

## Abandons
Trois coureurs ont abandonné au cours de l'étape : 
- Hagos Welay Berhe (Jayco AlUla) : non-partant
- Jonathan Lastra (Cofidis) : non-partant
- Michel Ries (Arkéa-B&B Hotels) : abandon